# ناندیگرام
ناندیگرام (به لاتین: Nandigram) یک منطقهٔ مسکونی در بنگلادش است که در ناحیه بوگرا واقع شده‌است. ناندیگرام ۲۶۵٫۲۲ کیلومتر مربع مساحت و ۱۸۰٬۸۰۲ نفر جمعیت دارد.